# Плагеман, Карл Густав
Карл Густав Плагеман (нем. Carl Gustaf Plagemann; 2 апреля 1805[…], Сёдертелье, Стокгольм — 2 февраля 1868[…], Рим) — шведский художник, представитель романтизма. 

## Биография
Родился в 1805 году в Сёдертелье поблизости от Стокгольма в семье владельца аптеки, фармацевта Карла Юхана Плагемана. Первоначально пошёл по стопам отца, учился на фармацевта, работал стажёром в аптеке в Кристианстаде, однако посещение Копенгагена подтолкнуло его к желанию стать художником.
В 1827 году Плагеман поступил в ученики к стокгольмскому придворному портретисту Фредрику Вестину, а затем продолжил своё обучение в Академии художеств в том же городе.
В 1831 году, для продолжения образования, отправился в Италию, где сперва два года провёл во Флоренции, а в 1833 году перебрался в Рим.
В Риме Плагеман остался на долгое время. Сначала он вынужден был зарабатывать реставрацией, а иногда и подделкой картин (Плагеман «улучшал» второстепенные старинные картины, которые позже продавались, приписываемые более известным мастерам), и только в 1836 году начал получать шведскую академическую стипендию. 
С этого времени и вплоть до начала 1850-х годов, Плагеман, оставаясь в Риме, регулярно отправлял свои работы на выставки в Стокгольм. Он писал эффектные полотна в духе немецких романтиков, производящие впечатление умелой игрой светотени, а также жанровые картины в «итальянском вкусе», очень похожие на работы русского художника Карла Брюллова, находившегося в Риме в те же годы. Несмотря на то, что Плагеман был одним из самых талантливых шведских художников своего поколения, его творчество не пользовалось широким признанием в Швеции, где его считали чрезмерно оторванным от национальных корней.
В 1849 году Плагеман участвовал в боевых действиях в Риме в качестве сержанта городского ополчения. В 1852 году он был вынужден бежать из Рима в компании 18-летней девушки (по некоторым данным, послушницы или монахини), на которой женился, и вместе с которой переехал в Мадрид, где, по заказу вюртембергского короля копировал полотна Тициана и Веронезе. 
В 1854 году Плагеман вернулся в Швецию, где не был 23 года, со своей итальянской женой, провёл зиму в Умео, а затем поселился в Стокгольме. Он получил звание академика (действительного члена) Шведской академии художеств, но не получил профессорской должности в Академии, на которую рассчитывал. Плагеман был вынужден основать частный «Институт живописи и рисования», а затем, когда это начинание не оправдало материальных ожиданий, согласился на должность учителя рисования в Стокгольмском ремесленном училище. В целом, шведское общество отнеслось к Плагеману враждебно, тогда как сам он, вероятно, ожидал, что его возвращение станет триумфальным. 
Поэтому в 1867 году художник вместе с женой вернулся в Рим, где принял католичество и год спустя умер.
Творчество Плагемана, несмотря на высокий художественный уровень созданных им работ, до сих пор не пользуется признанием на его родине.

## Галерея

Монах и речные пороги в лунном свете, 1847, Национальный музей Швеции, Стокгольм
Итальянка с виноградом, Национальный музей Швеции